# Fiat 124
Fiat 124 foi um modelo produzido pela montadora italiana Fiat que deu origem a muitos carros pela Ásia e a Europa.
O modelo original teve a produção encerrada em 1974, mas alguns de seus modelos derivados continuaram a ser produzidos até 2012, caso do Lada Riva.

## Fiat 124 no mundo

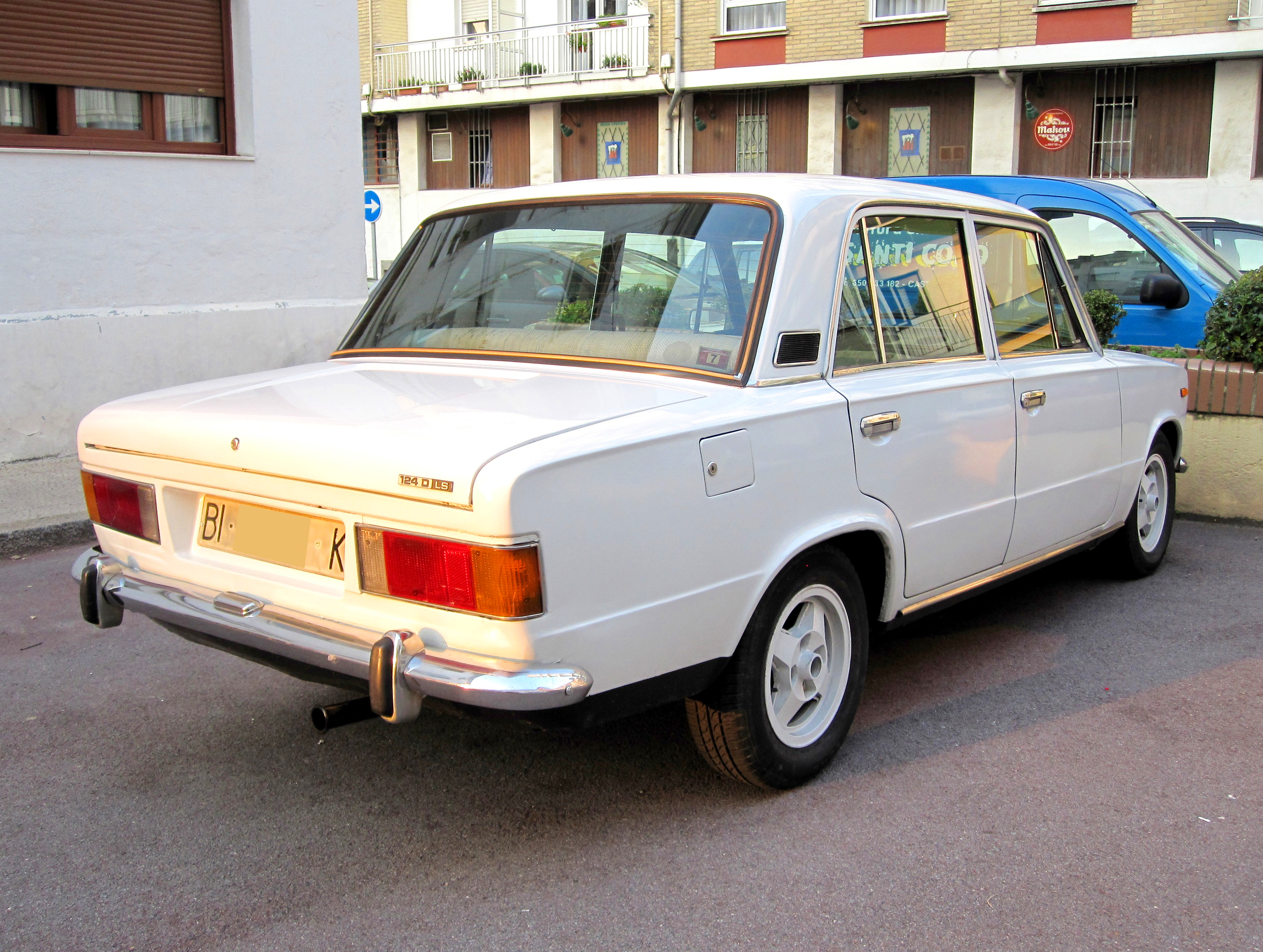
SEAT 124 D LS (1976).

Na Espanha a SEAT fabricou mais de 896.000 unidades do SEAT 124 entre 1968 e 1980, incluindo a segunda e terceira versões do "124 Sport Coupé" entre 1969 e 1975. Com uma frente semelhante à do Fiat 125, o modelo também foi vendido como SEAT 1430, do qual foram fabricadas 255.414 unidades.
Um acordo muito importante foi assinado na União Soviética, a partir do qual a Lada fabricou este modelo por décadas com várias denominações, de Lada 2101 a Lada 2107, sendo popularmente conhecido como "Zhiguli". Desta versão russa, quase 17 milhões de unidades foram produzidas.
Outras unidades do Fiat 124 também saíram de fábricas localizadas na Bulgária e Turquia, neste caso como TOFAŞ Murat 124. Em 1986, vinte anos após seu lançamento na Itália, a produção foi iniciada por  Premier na Índia com a carroçaria do SEAT 124-D "Versão ´75", neste caso com um motor Nissan. Entre 1970 e 1973, na Coreia do Sul algumas unidades deste carro foram montadas pela fabricante KIA, que eram conhecidas localmente como "Fiat-KIA 124". No total, 6775 unidades foram montadas.